# 辟奚
辟奚（へきけい、334年? - 375年?）は、吐谷渾の首長。砕奚（さいけい）とも書かれる。

## 生涯
葉延の長男として生まれた。葉延が死去すると、後を嗣いだ。371年、仇池の楊纂が前秦の苻堅の侵攻を受けて降ると、辟奚は恐れて前秦に遣使し、馬50匹と金銀500斤を献上した。安遠将軍の号を受け、漒川侯に封じられた。
ときに辟奚の3人の弟が好き勝手に国政を壟断していたため、長史の鍾悪地が司馬の乞宿雲と密議して3人を殺害した。辟奚は性格が優しかったため、弟たちの死に衝撃を受けて、国政を執れなくなってしまい、世子の視連が摂政した。
在位25年して死去した。享年は42。6人の子があり、視連が後を嗣いだ。

## 参考資料
- 『晋書』四夷伝
- 『宋書』鮮卑吐谷渾伝
- 『魏書』吐谷渾伝
- 『北史』四夷伝下